# 烏丸光広 (能面師)
烏丸 光広（からすまる みつひろ、1949年 - ）は、能面師。

## 来歴
1949年（昭和24年）兵庫県川西市生まれ。1971年（昭和46年）甲南大学法学部を卒業後、能面師の高野唯閑、能楽師の河村晴夫らに師事する。1979年（昭和54年）京都市立芸術大学 彫刻専攻科修了。もとは石の彫刻を手がけていたが、この在学中に能面を彫り始めたと取材に対して述べている。

## 受賞歴
- 1999年 - 川西市民賞「りんどう賞」
- 2005年 - 兵庫県芸術文化協会「ともしびの賞」[2]
- 2009年 - 金沢能面美術館現代能面美術展　実行委員長賞